# Gnotus macrurus
Gnotus macrurus là một loài tò vò trong họ Ichneumonidae.